# IC 4480
IC 4480 ist eine Balken-Spiralgalaxie vom Hubble-Typ SBbc im Sternbild Bärenhüter am Nordsternhimmel. Sie ist rund 415 Millionen Lichtjahre von der Milchstraße entfernt.
Entdeckt wurde das Objekt am 10. Mai 1904 von Royal Harwood Frost.